# هالبرت ای. پاین
هالبرت ای. پاین (انگلیسی: Halbert E. Paine; ۴ فوریهٔ ۱۸۲۶ – ۱۴ آوریل ۱۹۰۵) سیاست‌مدار، افسر (ارتش)، و وکیل اهل ایالات متحده آمریکا بود.